# Le Deschaux
Le Deschaux är en kommun i departementet Jura i regionen Bourgogne-Franche-Comté i östra Frankrike. Kommunen ligger i kantonen Chaussin som tillhör arrondissementet Dole. År 2022 hade Le Deschaux 1 030 invånare.

## Befolkningsutveckling
Antalet invånare i kommunen Le Deschaux
Referens:INSEE